# Marinhais
Marinhais é uma vila portuguesa sede da Freguesia de Marinhais do Município de Salvaterra de Magos, no Distrito de Santarém, freguesia com 38,74 km² de área e 6259 habitantes (censo de 2021), tendo, assim, uma densidade populacional de 161,6 hab./km².
A Freguesia de Marinhais foi criada em 1928 por desanexação de território da Freguesia de Muge.  Por sua vez, a povoação de Marinhais foi elevada ao estatuto de vila em 9 de julho de 1985.

## História
Casebres dispersos, terrenos incultos, estradas de areia, por aqui passava o Rei D. Miguel quando, de vilegiatura em Salvaterra de Magos, ia caçar veados na Tapada.
Esta localidade foi denominada durante séculos como "Foros de Muge", dado que todos os terrenos pertenciam à Freguesia de Muge, sob a forma de baldios.
Davam nas vistas as enormes extensões de terreno cobertas de camarinheiros (plantas empetráceas que produzem frutos pequenos e redondos chamados "camarinhas") em tal quantidade que a designação de Foros de Muge foi, a pouco e pouco, pelo Rei e sua comitiva, substituída pela de "Camarinhaes" (na escrita arcaica). Não se sabe se por deturpação da designação de Camarinhais, se pelo propósito de a simplificar, foi dado definitivamente à aldeia o nome de "Marinhais".
É difícil traçar uma evolução histórica sobre Marinhais, pois os seus primeiros habitantes não eram das redondezas mas originários de mais a norte, nomeadamente da zona de Pombal, Soure e Cantanhede.
Dos principais marcos históricos, destaca-se o ano de 1875, como a data provável de construção da Capela de S. Miguel Arcanjo. A inauguração da estação de caminho-de-ferro em 1902 foi outro notável acontecimento, estando o próprio Rei D. Carlos presente.[carece de fontes?]
De todos os acontecimentos aquele que mais marcou a ascensão de Marinhais foi a criação da freguesia em 1927.

## Controvérsia sobre o fogo de artifício (2025)
No dia 2 de agosto de 2025, a Câmara Municipal decidiu lançar um espetáculo de pirotecnia às 23h30, antecipando-se à proibição de lançar fogo de artifício após a meia-noite de domingo, 3 de agosto. Esta proibição foi decretada devido aos incêndios de grande dimensão que afetavam Portugal, nomeadamente nas regiões Norte e Centro. Importa referir que outras autarquias, como Montalegre, Mirandela e Guimarães, adotaram a mesma estratégia do uso de fogo-de-artifício meia-hora ou uma hora antes da meia-noite do dia 3. Estas ocorrências geraram ondas de consternação e diversas reprovações públicas.
O vice-presidente da Associação Portuguesa dos Técnicos de Segurança e Proteção Civil, Jorge Silva, classificou o episódio como uma «chico-espertice», apontando ainda uma «falta de cultura de segurança enorme».
Por sua vez, o comandante dos Bombeiros de Camarate, Luís Martins, manifestou indignação, referindo que foi necessário mobilizar meios operacionais especificamente para o evento, existindo falhas na prevenção e na gestão do risco associado ao fogo de artifício. Acrescentou ainda que a comissão de festas deveria ser responsabilizada.
Alguns habitantes de Marinhais, no entanto, criticam o tom da indignação, argumentando que há muito dinheiro em jogo e que muitos não compreendem o valor das tradições. Consideram que a população ficaria insatisfeita se estas não fossem mantidas.

## Demografia
A população registada nos censos foi:
| Distribuição da População por Grupos Etários | Distribuição da População por Grupos Etários | Distribuição da População por Grupos Etários | Distribuição da População por Grupos Etários | Distribuição da População por Grupos Etários |
| -------------------------------------------- | -------------------------------------------- | -------------------------------------------- | -------------------------------------------- | -------------------------------------------- |
| Ano                                          | 0-14 Anos                                    | 15-24 Anos                                   | 25-64 Anos                                   | > 65 Anos                                    |
| 2001                                         | 837                                          | 698                                          | 2813                                         | 1121                                         |
| 2011                                         | 991                                          | 636                                          | 3353                                         | 1356                                         |
| 2021                                         | 803                                          | 636                                          | 3156                                         | 1664                                         |

## Política

### Eleições autárquicas (Junta de Freguesia)
| Partido | 1976 | 1976 | 1979 | 1979 | 1982 | 1982 | 1985 | 1985 | 1989 | 1989 | 1993 | 1993 | 1997 | 1997 | 2001 | 2001 | 2005 | 2005 | 2009 | 2009 | 2013 | 2013 |
| Partido | %    | M    | %    | M    | %    | M    | %    | M    | %    | M    | %    | M    | %    | M    | %    | M    | %    | M    | %    | M    | %    | M    |
| ------- | ---- | ---- | ---- | ---- | ---- | ---- | ---- | ---- | ---- | ---- | ---- | ---- | ---- | ---- | ---- | ---- | ---- | ---- | ---- | ---- | ---- | ---- |
| PS      | 56,8 | 6    | 43,8 | 6    | 41,9 | 6    | 52,8 | 5    | 42,1 | 4    | 51,4 | 5    | 50,8 | 5    | 18,6 | 2    | 20,4 | 2    | 39,6 | 4    | 35,8 | 5    |
| PPD/PSD | 18,9 | 2    |      |      |      |      | 19,1 | 2    | 32,2 | 3    | 33,3 | 3    | 20,1 | 2    | 18,4 | 2    | 12,1 | 1    | 14,8 | 1    |      |      |
| IND     | 18,2 | 1    |      |      |      |      |      |      |      |      |      |      |      |      |      |      |      |      |      |      | 22,4 | 3    |
| AD      |      |      | 36,6 | 5    | 35,5 | 5    |      |      |      |      |      |      |      |      |      |      |      |      |      |      |      |      |
| APU/CDU |      |      | 19,6 | 2    | 18,4 | 2    | 12,0 | 1    | 20,8 | 2    | 11,0 | 1    | 24,8 | 2    | 4,9  | -    | 6,1  | -    | 5,3  | -    | 6,5  | 1    |
| PRD     |      |      |      |      |      |      | 12,9 | 1    |      |      |      |      |      |      |      |      |      |      |      |      |      |      |
| B.E.    |      |      |      |      |      |      |      |      |      |      |      |      |      |      | 50,4 | 5    | 51,3 | 6    | 36,6 | 4    | 19,1 | 3    |
| CH      |      |      |      |      |      |      |      |      |      |      |      |      |      |      |      |      |      |      | 54   | 3    | 8,8  | 1    |

## Marinhais no desporto

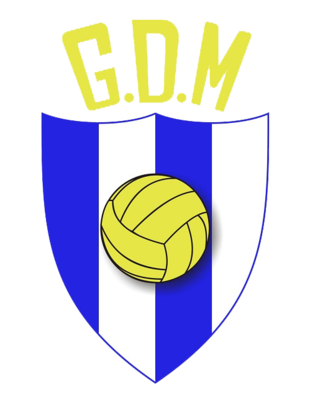
Logotipo do GDM

Marinhais tem um clube de futebol chamado Grupo Desportivo de Marinhais sendo o seu maior rival o GD Salvaterrense.
O Grupo Desportivo de Marinhais participa atualmente na 2ª divisão da AF Santarém. O seu treinador atualmente é Francisco Roque. O clube foi fundado em 1928. O estádio atual do GD Marinhais é o Complexo Desportivo de Marinhais.